# 타이베이 난산 플라자
타이베이 난산 플라자(영어: Taipei Nan Shan Plaza)는 중화민국 타이베이에 위치한 마천루다.

## 같이 보기
- 신광 인수보험 마천대루
- 타이베이 101
- 대만의 마천루 목록